# Mostardas
Mostardas est une ville brésilienne de la mésorégion métropolitaine de Porto Alegre, capitale de l'État du Rio Grande do Sul, faisant partie de la microrégion d'Osório et située à 188 km au sud-est de Porto Alegre. Elle se situe à une latitude de 31° 06′ 32″ sud et à une longitude de 50° 55′ 07″ ouest, à 14 m d'altitude. Sa population était estimée à 11 903 en 2007, pour une superficie de 1 983 km2. Elle est située entre la Lagoa dos Patos et l'Océan Atlantique sud. L'accès s'y fait par la BR-101.
L'origine du nom de la commune est soumise à trois hypothèses. La première serait l'abondance de moutarde (mostardas = "moutarde") poussant dans la région. La seconde parle d'un navire français dénommé "Mostardas" qui aurait fait escale dans la région et laissé son nom. Enfin, l'installation d'un commerçant du même nom, avec les mêmes conséquences.

## Histoire
Un poste de garde militaire existait déjà en 1742 sur le territoire de l'actuelle Mostardas. La paroisse de Mostardas fut ensuite créée le 18 janvier 1773, sous la dénomination de São Luiz Rei da França (Saint Louis Roi de France). Le peuplement effectif commença en 1763, après la prise de Rio Grande par les Espagnols.

## Économie
La municipalité produit une laine ovine artisanale traditionnelle d'excellente qualité, dont la fabrication vient des Açores. Celle-ci permet la fabrication du Cobertor Mostardeiro, une couverture très chaude.
L'économie se fait autour de la production d'oignons, de riz, d'élevage bovin, équin et ovin et de la pêche artisanale.

## Géographie
Mostardas partage avec Tavares la magnifique Lagoa do Peixe, où se rencontrent de nombreuses espèces d'oiseaux et d'autres animaux. Sur le territoire du Parc National de la Lagoa do Peixe se trouve le Phare de Mostardas. Du côté de la Lagoa dos Patos, se trouvent les phares historiques de Capão da Marca et Cristóvão Pereira, tous les deux construits au XIXe siècle.

## Villes voisines
- Palmares do Sul
- Tavares